# Takagioma silvicola
Takagioma silvicola är en insektsart som beskrevs av Irena Dworakowska 1993. Takagioma silvicola ingår i släktet Takagioma och familjen dvärgstritar. Inga underarter finns listade i Catalogue of Life.